# Melano
Melano era una comuna suiza del cantón del Tesino, situada en el distrito de Lugano, círculo de Ceresio. Limitaba al norte con la comuna de Rovio, al este con Castel San Pietro, al sur con Mendrisio, al oeste con Riva San Vitale, y al noroeste con Maroggia. En la actualidad forma parte de la comuna de Val Mara.